# Technos Acxel
Technos Acxelとは、1987年ケベック州の Technos Corporation が発表した “リシンセサイザー” (訳注: resynthesizer; 分析/再合成型シンセサイザー) である。

## 概要
“Acxel”という用語は、音響要素 "acoustical element" を縮めた造語であり、画像要素 (picture element) を縮めて画素 (pixel) と呼ぶのに倣っている。
Acxel のコンセプトは、1984年にキーボード付きの先行機種 16π で限定的に導入され、そのオシレータ数は64個だった。しかし4台試作されただけで発売はされず、開発計画は1986年初頭にAcxelへと移行した。
Acxelは相補的な2つのユニットから構成されている: ユーザ・インタフェースを提供するグラフィック・タブレット “Grapher”と、分析/再合成用ハードウェアの入ったラック “Solitary” —— である。標準構成では256オシレータ (8ポリフォニック)、最大構成では1024オシレータ (32ポリフォニック)である。

Grapherは、32×64要素のマトリックス型タッチパネル (計2048個のLED付き導電センサー) 訳注: と英数字2行の蛍光表示管 を備えており、これは画面表示にLCDやCRTを使った他のシステムと異なる特徴となっている。Acxelにおける全てのデータ表示とデータ入力の多くは、この革新的なグラフィック・デバイス経由で行われる。(なお先行機種Technos 16πシンセサイザーのキーボード部パネルにも、(少数ながら)同様なデバイスが搭載されている)
Acxelの販売期間は1989–92年だったが、価格の高さと操作の難しさが原因で、メインストリームの支持を得る事ができず商業的に成功できなかった。この結果、Acxelは今では極めてレア (1989–92年に39台出荷) でオブスキュアで高価になっている。Acxelリシンセサイザーはその野心にもかかわらず、従来のサンプラーを置き換える事ができなかった。しかしながらAcxelの革新的コンセプトは、現代的な加算分析/再合成型のリシンセサイザー —— たとえば VirSyn CubeやCamel Audio Cameleon 5000 —— にその面影を見る事ができる。

## 動作
Technos Acxelは、音を分析して再合成を行なうリシンセサイザー (分析/再合成型シンセサイザー) であり、記録された音をそのまま再生するサンプラーとは方式が異なる。通常のサンプラーはA/Dコンバータを使って、連続的に変化するアナログ信号をディジタル・データに変換してそのまま記録し、後でそのまま再生する。他方Acxelは任意の音の複雑な倍音構造を扱う前提で、フーリエ変換で音を有限個の正弦波の組に分解し、個々の正弦波を変更して音を根本的に作り変え、複数の正弦波オシレータを使った加算合成で新しい音を再合成 (re-synthèse) する。
AcxelはPierre Guilmetteが発明し、操作設計 (operational design) はTechnos創業者Nil Parentが実現し、前述の二人と他のパートナー達が所有・経営する企業Technosでシステムが開発された。
“Acxel II” (2008年発表) のプロジェクトは、ケベック州に本拠を置く企業、iDarca-Audio Inc.が2002年開始した。 Acxel IIはPierre Guilmetteの設計で、オリジナルAcxelの進化形として数多くの新しい特徴が導入され、特に追加の信号処理 訳注: (3つのシンセシス・モード: Acxelink, Additive, Analog)、訳注: 新開発のRPPプロセッサ (2002–08年)による高い全体性能、オープンアーキテクチャといった特徴を備えていた。しかし2010年iDarca-Audioは、製品が出荷可能になる前に資金不足で倒産した。
Acxelに記録された音は、FFT (高速フーリエ変換) 訳注: を使った STFT (短時間フーリエ変換)により、振幅と周波数が時間変化する正弦波 (部分波) の組に分解される。Acxelはこのような正弦波を最大1024個のオシレータで扱う事ができる。また振幅と周波数の時間変化は時間軸上のエンベロープとして表現される (関連: トラッキング・フェーズボコーダ)。 信号解析が完了すると、音を特徴付ける訳注: 全ての部分波は、大域的あるいは微視的に、リアルタイムに変更できる。例えばサンプラーとは異なり、高音部で持続時間が短縮されること無しに音の基本周波数を高くする事が可能で、その逆も同様である (関連: タイムストレッチ/ピッチシフト); 他方アーティキュレーションは、例えばMIDIコマンドに応じて、音の構造を特定の方法で変更する事を可能にする。
またAcxelは、音を一から合成する機能も提供している。1024個のオシレータは個々に任意の波形 (サイン波、三角波、矩形波、グラフィック描画波形) をプログラム可能であり、「ハーモニック・アディティブ・シンセシス」による音の再合成と、自由な音の合成のいずれか/あるいは両方の組合せで使用できる。つまり分析された音の変更が可能である。そして音源が何であろうと、一連のパラメータをリアルタイムに変更可能である。

### 機能
- 波形描画入力 — LEDマトリックス上に指先で波形を描画入力可能 (Fairlight CMIが約10年先行してCRTモニターとライトペンで提供した機能)
- 各オシレータ・パラメータのスペクトラム描画入力: 振幅、周波数 (整数/小数部とエンベロープ変化)、位相 — 音源パラメータ相当の基本スペクトラムと、パフォーマンス用のMIDIコントロール・スペクトラムを設定
- 各オシレータ・パラメータのデュアル・エンベロープ描画入力: 振幅、周波数 — 各オシレータ独立で、基本エンベロープと、MIDIコントロール・エンベロープを設定
- 各ボイス・パラメータのデュアル・エンベロープ描画入力: 音量、FM、COLOR (フィルタ)、LFO1、LFO2 — 基本エンベロープとMIDIコントロール・エンベロープを設定。LFOは波形の描画入力
- 'COLOR'ディジタル・フィルタ — 『COLOR』と名付けられたフィルタは、フィルタリングのための特定の数値カーブを意味し、周波数の絶対位置とは独立に100 Hzでも2,000 Hzでも同様に適用される (訳注: キーフォロー機能)。実のところカットオフ周波数は倍音の次数に基づいており、各ノートに対し相対的な周波数の倍音要素が与えられ生成される。 各倍音要素のフィルタ処理の有無を選択可能 (例えば基底周波数要素の除外等)。プログラマブル・フィルタ (LPF、HPF、BPF、ユーザ描画の応答カーブ — 例えばコムフィルタ風形状) のカーブとエンベロープを設定
- FMエンベロープ — 音の大域的構造に適用可能
- その他のコントロール/編集機能 — 音色補間、タイムストレッチ、拡張MIDIコントロール (プログラマブル・コントロールカーブ)、倍音成分のミュート、コーラス

## 関連文献
- Koios, Eloi Rylan (2011), Technos Acxel, Tract, ISBN 6137858308
- Vail, Mark (2000), Vintage Synthesizers: Pioneering Designers, Groundbreaking Instruments, Collecting Tips, Mutants of Technology, Miller Freeman, ISBN 0879306033
- Rojas, Peter (May 6, 2005), “Music Thing: Technos Axcel”, engadget.com
- “Posts labeled "Technos"”, MATRIXSYNTH